# Sarapiquí (canton)
Sarapiquí est un canton (deuxième échelon administratif) costaricien de la province de Heredia au Costa Rica.

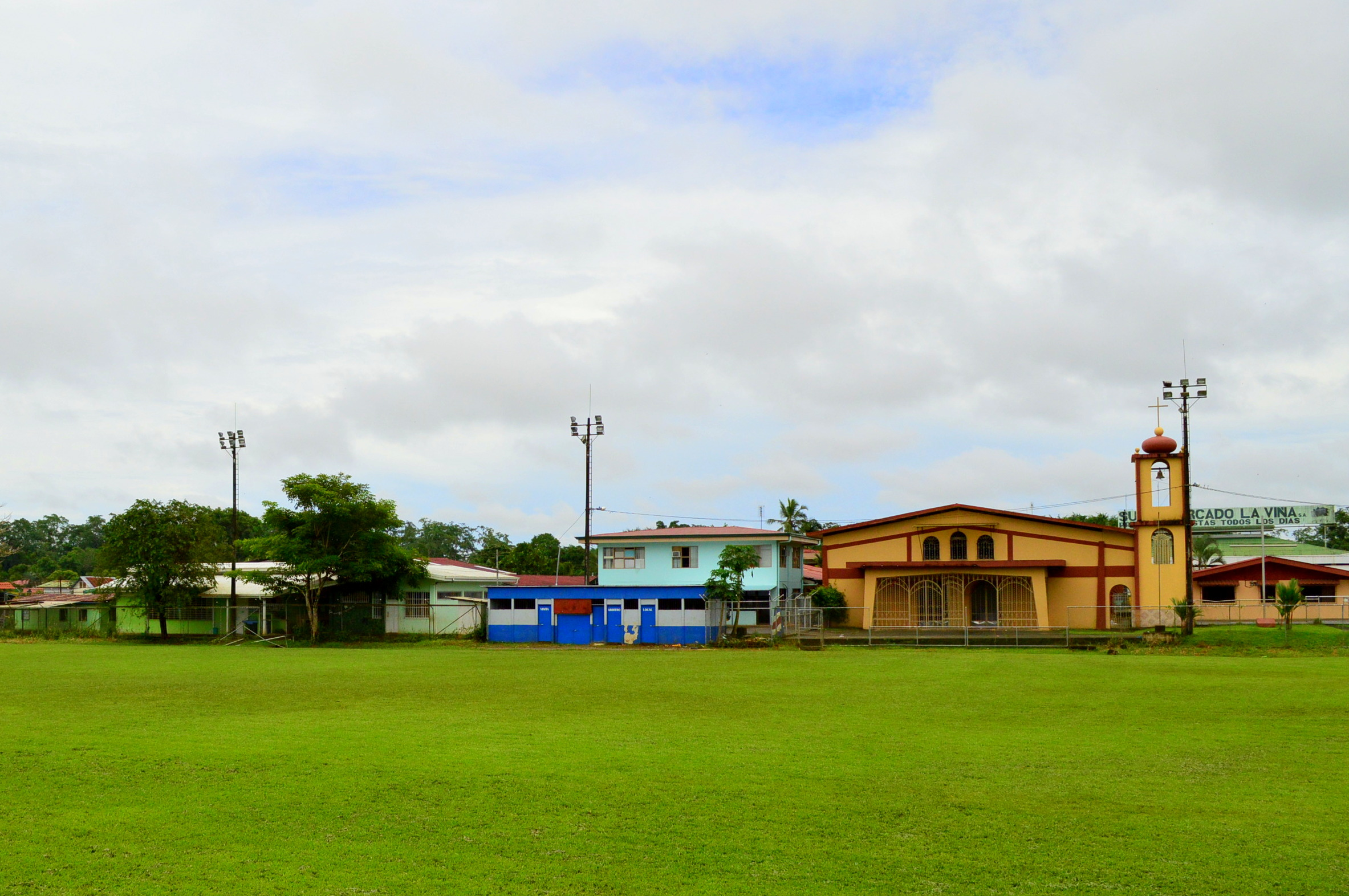
Vieux-Port de Sarapiqui, Heredia